# 예산로
예산로(Yesan-ro)는 충청남도 예산군 예산읍 무한교차로 에서 예산읍 삽티교차로 을 잇는 경상남도의 도로이다.

## 주요 경유지
충청남도
- 예산군 예산읍

## 노선 경로
| 이름        | 접속 노선              | 경유지 | 경유지 | 비고 |
| ----------- | ---------------------- | ------ | ------ | ---- |
| 무한 교차로 | 국도 제32호선 (충서로) | 예산군 | 예산읍 |      |
| (지하차도)  |                        | 예산군 | 예산읍 |      |
| 주교오거리  | 벛꽃로                 | 예산군 | 예산읍 |      |
| (이름없음)  | 군청로 예산로164번길   | 예산군 | 예산읍 |      |
| 쌍송삼거리  | 아리랑로               | 예산군 | 예산읍 |      |
| (이름없음)  | 대학로                 | 예산군 | 예산읍 |      |
| 삽티 교차로 | 국도 제32호선 (차동로) | 예산군 | 예산읍 |      |

## 주요건물및 시설
- S-OIL 삼광주유소 (예산로 67/주교리 138-1)
- 예산고등학교 (예산로 101/주교리 125-1)
- CU 예산제일점 (예산로 108/예산리 738-2)
- GS25 예산행복점 (예산로 120/예산리 723-9)
- KT 예산빌딩 (예산로 122/예산리 722-15)
- KT플라자 (예산로 122/예산리 722-15)
- 스피드메이트 예산점 (예산로 126/예산리 722-13)
- HD현대오일뱅크 예산현대주유소 (예산로 135/예산리 719-2)
- LG전자 베스트샾 예산점 (예산로 158/예산리 685-4)
- 신협 예산신우신협 본점 (예산로 170/예산리 426-11)
- 파리바게트 충남예산점 (예산로 189/예산리 786)
- 농협 예산군지부 (예산로 190/예산리 431-1)
- 예산우체국 (예산로 194/예산리 438-4)
- 하나은행 예산지점 (예산로 200/예산리 438-6)
- 국민은행 예산지점 (예산로 201/예산리 526-3)
- 농협 예산축협 신읍내지점 (예산로 230/예산리 201-2)
- GS25 예산쌍송점 (예산로 247/예산리 186)
- GS칼텍스 쌍송주유소 (예산로 276/향천리 184-2)
- 예산교통 (예산로 306/향천리 190-9)
- 예산종합운동장 (예산로 354/향천리 257)